# Subiektywna teoria wartości
Subiektywna teoria wartości – teoria wartości, która wysuwa ideę, że wartość dobra nie jest określana przez żadną wrodzoną właściwość dobra ani przez ilość pracy niezbędnej do wytworzenia dobra, ale zamiast tego wartość jest określana przez znaczenie, jakie jednostka przypisuje temu dobru dla osiągnięcia zamierzonych celów. Nowoczesna wersja tej teorii została stworzona niezależnie i prawie jednocześnie przez Williama Stanleya Jevonsa, Léona Walrasa i Carla Mengera pod koniec XIX wieku. Była popierana m.in. przez Franka Fettera.

## Przegląd
Zgodnie z subiektywną teorią wartości, zakładając, że wszystkie transakcje między jednostkami są dobrowolne, można stwierdzić, że obie strony transakcji subiektywnie postrzegają dobra, pracę lub pieniądze, które otrzymują, jako posiadające wyższą wartość niż dobra, pracę lub pieniądze, które oddają. Teoria subiektywnej wartości głosi, że wartość można stworzyć poprzez przeniesienie własności rzeczy na kogoś, kto ceni ją wyżej, bez konieczności modyfikowania tej rzeczy. Jeżeli bogactwo rozumiemy jako odniesienie do subiektywnej wyceny posiadanych przez jednostki dóbr, dobrowolne transakcje mogą zwiększyć całkowite bogactwo w społeczeństwie.
Jednostki będą miały tendencję do uzyskiwania malejących poziomów satysfakcji lub użyteczności krańcowej z nabywania dodatkowych dóbr. Będą one początkowo priorytetowo traktować uzyskanie dóbr, których najbardziej potrzebują, takich jak wystarczająca ilość pożywienia, ale gdy ich potrzeba pożywienia zostanie zaspokojona do pewnego poziomu, ich pragnienie innych dóbr zacznie nabierać większego względnego znaczenia, co spowoduje przedkładanie zaspokojenia swojej potrzeby pożywienia nad zaspokojenia potrzeby posiadania innych dóbr.
Zwolennicy tej teorii uważają również, że na wolnym rynku konkurencja między jednostkami dążącymi do wymiany dóbr, które posiadają, i usług, które mogą świadczyć, na dobra, które postrzegają jako mające dla nich większą wartość, prowadzi do wyłonienia się zestawu cen równowagi rynkowej.
Klasyczni ekonomiści, tacy jak David Ricardo, wierzyli, że indywidualni ludzie uzyskują różne poziomy użyteczności lub „wartości użytkowej” z usługi, ale nie łączyli ich skutecznie z cenami rynkowymi lub „wartością w zamian”, postrzegając je oddzielnie od ilości nakładów pracy i innych czynników produkcji.
Carl Menger argumentował, że produkcja była po prostu kolejnym przypadkiem teorii użyteczności krańcowej i że potencjał zarobkowy pracowników jest określony przez wartość ich pracy dla innych, a nie koszty utrzymania, i pracy, ponieważ cenią oni wynagrodzenie bardziej niż bezczynność.

## Paradoks diamentu i wody
Rozwój subiektywnej teorii wartości był częściowo motywowany potrzebą rozwiązania paradoksu wartości, który był zagadką dla wielu klasycznych ekonomistów. Paradoks ten, zwany również opisowo paradoksem diamentu i wody, powstał, gdy wartość została przypisana do takich rzeczy, jak ilość pracy włożonej w produkcję dobra lub alternatywnie do obiektywnej miary użyteczności dobra. Teoria, że to ilość pracy włożonej w produkcję danego dobra decyduje o jego wartości okazała się równie daremna, ponieważ ktoś mógł natknąć się na odkrycie diamentu podczas wędrówki, co wymagałoby minimalnego nakładu pracy, a mimo to diament mógł być ceniony wyżej niż woda.
Subiektywna teoria wartości przedstawia to, co uważa za rozwiązanie tego paradoksu, argumentując, że wartość nie jest określana przez jednostki wybierające spośród całych abstrakcyjnych klas dóbr, takich jak cała woda na świecie czy wszystkie diamenty na świecie. Działająca jednostka staje raczej przed wyborem między określonymi ilościami dóbr, a wybór dokonany przez jednostkę jest zdeterminowany tym, które dobro z określonej ilości zaspokoi najwyższą subiektywnie ocenioną preferencję jednostki lub najbardziej pożądany cel.